# Voleïbolny kloub Kuanysh
 A equipe de voleibol feminino do Voleïbolny kloub Kuanysh ou  VC Kuanysh (Cazaque: волейбол клубы ) é  um time cazaque de voleibol indoor  da cidade de Petropavl, fundado em novembro de 2012, filiado a Federação de Voleibol da República do Cazaquistão foi campeão na edição do Campeonato Asiático de Clubes de 2022 .

## Resultados obtidos nas principais competições

### Títulos conquistados
- Campeonato Asiático:2022
- Liga A Cazaque: 2020-21 e 2021-22
- Copa  do Cazaquistão: 2022-23
- Copa  do Cazaquistão: 2021-22
- Liga B Cazaque:2013-14
- Liga B Cazaque:2012-13

## Atletas
| - Milka Stijepić - Alla Politanska - Viktoriya Lokhmanchuk - Tatiana Shchukina - Tatyana Aldoshina - Lora Kitipova - Maëva Orlé - Olga Tarasova - Alena Bertanovich - Valeriya Chumak - Saltanat Sapargaliyeva |